# サンダカン死の行進

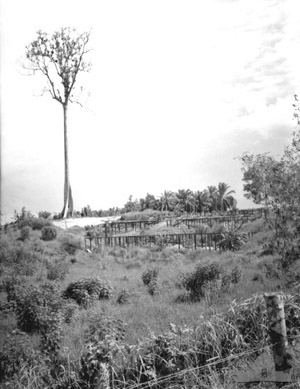
サンダカン捕虜収容所（1945年10月24日）

サンダカン死の行進（サンダカンしのこうしん）は、アジア・太平洋戦争で、日本軍に捕えられていたオーストラリア軍、イギリス軍の捕虜2434人のうち、脱走した6名を除く全員が死亡した事件。オーストラリアの戦争史では最悪の悲劇、戦争犯罪とされている。

## 概要
アジア・太平洋戦争末期の1945年、北ボルネオに展開していた日本軍を西海岸へと集結させる移動命令に伴い、東海岸のサンダカン捕虜収容所に収容されていたオーストラリア・イギリス軍の捕虜が、内陸のラナウへと移動することが命じられた。困難を伴ったこの移動により、捕虜2434人のうち脱走した6人を除く2428人が餓死や病死、銃殺などによって死亡、殺害された。日本兵もこの移動の過程で、半数近い約8500人が死亡したとみられ、民間人や地元住民にも被害が及んだ。

## ラナウへの捕虜移送
1944年10月頃から連合軍によるボルネオ島への空襲が相次ぐようになり、1945年1月、日本軍は捕虜に建設工事を命じていたサンダカンの空港の修復を断念。アメリカ軍がボルネオ島西海岸に上陸すると判断した日本の南方軍総司令部は、部隊の多くが展開していたタワウから約600km離れた西海岸のアピに軍を集結させることを決定し、それと共にサンダカンの捕虜を260km離れた内陸部のラナウに移動させる事を決めた。当時、北ボルネオは陸路が整備されておらず、密林や湿地などの非常に険しい道のりであった。

### 第一団
捕虜500人を12日間で落伍者無く移動するようにとの命令が、山本正一大尉に下された。山本は医薬品供給の増加と3週間の日程を要求するが、これは司令部によって却下。結局比較的頑健な470人が第一団として出発することとなり、出発前に山本は最後尾の第九班の責任者・阿部一雄中尉に落伍者の捕虜を処分する許可を与える。
1945年1月29日から2月6日にかけて470人が9班に分けられて、間を置いて出発。捕虜たちは熱病と栄養失調で弱った体に約30kgの日本兵の荷物を背負わされ、豪雨でぬかるむ密林を徒歩で移動する事となる。靴を履いていた者は、1割程度だった。さらに約束されていた食料の支給もままならず、各班の責任者は食料の確保と支給に留意するものの、状況は悪化し、後半の班はカタツムリやカエルなどを口にして飢えをしのいだという。
劣悪な環境下での行軍は、捕虜だけでなく、多数の日本兵も犠牲者と死者を出した。そして動けないと判断された捕虜は、「落伍者を出さない為に」阿部中尉の命令を受けた兵士によって射殺された。しかし目的地にたどり着いた捕虜たちに安堵する暇はなかった。
ラナウに到着した第一班～五班の捕虜約200名は、食料と医薬品不足の中労働に狩り出され、元気そうに見える者は45km離れたパギナタンまで20kgの米袋を担がされて歩かされ、途中で倒れた者は殺害された。第六班～九班の捕虜約200名は途中で40名ほどが落伍し、途中のパギナタンで行軍は中止。第一班～五班の捕虜が運んでくる食料に頼りながらも、約一ヶ月で生存者はさらに100人ほど減った。
生存する捕虜全員がラナウで合流した4月時点での生存者は約150人となっていたが、その後第二団が到着する6月下旬に生存していた捕虜は、6人だった。

### 第二団
サンダカン捕虜収容所では連合軍の空爆による被害と、食糧配給の削減により、1945年3月には毎日10人以上の死者が出ていたという。さらに4月以降は米と水の配給が停止という状況で6月末には捕虜の数は830人弱まで減る。
5月17日に星島大尉に代わり高桑卓男大尉が所長に就任。収容所に空爆に加え艦砲射撃をも受けた高桑は、5月20日に受けていた捕虜移送命令を急遽決行。5月29日夜、歩ける者536名・11班を出発させると同時に、ごく一部の建物を残して収容所は焼き払われた。衰弱していた捕虜たちは監視員らにより激しい暴行を受け、かつジャングルに追い立てられて殺害された。行軍から落伍した捕虜を渡辺源三中尉率いる監視員たちが暴行し追い立て、それでも動けない捕虜は後から来る辻曹長率いる班に引き渡され、処刑された。処刑はすべて台湾人の監視員が実行させられた。捕虜への食料は1日米85gしか支給されず、6月25日にラナウに到着した捕虜は183人となっていた。
この時、キャンベル、ブレイスウェイトの二人が別々に脱走、米軍に引き渡されて生還している。

### 第三団
収容所には288人の捕虜が残されていた。彼らの殆どは衰弱して動けない病人であり、後は仲間の面倒を見る為に自発的に残った捕虜たちだった。既に建物は焼き払われ、彼らは木や葉っぱで雨をしのぎ、医薬品も食料も支給が停止されていた為、野草の根茎や腐った残飯を食べて生き延びていた。
1945年6月9日、森竹中尉は岩下少尉ら37人の日本軍兵士に75名の捕虜を選抜し、出発させた。この第三団は1人の日本兵のみが生き残り、他は全滅した。

## ラナウでの捕虜殺害疑惑
ラナウでは6月25日には約190名の捕虜が生存していたが、6月28日にはもう19人が死亡していた。生き残った捕虜たちは、1日米70～75gというわずかな食料で、過酷な労働（衰弱した体で、20kgはある食料の運搬、水汲み、設備建築作業など）に従事させられていたという。
かねて台湾人監視員より、高桑大尉が捕虜全員を殺害すると聞いていたキース・ボッテリル以下4名が、7月7日夜に脱走。3名がオーストラリア軍に救出される。
7月18日には捕虜収容所という名の草ぶき屋根の小屋が完成。生き残っていた捕虜72人のうち、赤痢患者である34人が床下に押し込められる。彼らにはもはや死体を埋葬する体力もろくに残っておらず、7月20日には強制労働が停止される。
7月26日、スティップウィッチ以下2名が脱走し、スティップウィッチのみ助かる。
8月1日朝、高桑大尉は生き残っていた33名の捕虜を三つのグループに分けて処分する事を決定。動ける者は自らの足で墓地まで向かう事を強要され、動けない者は担架で運ばれ、全員が銃殺され、処分は終了したという。

## 戦犯裁判

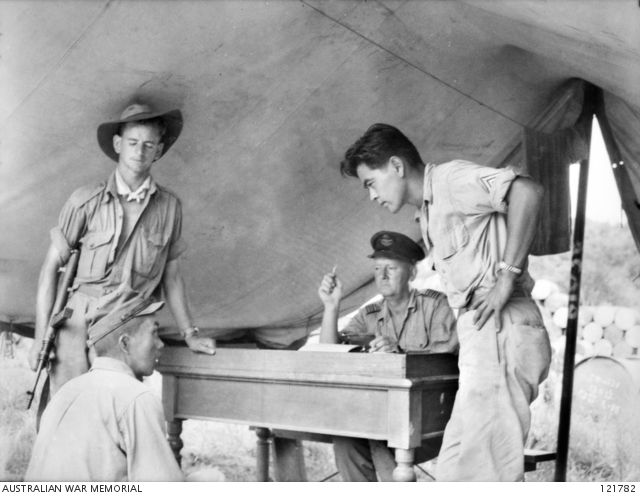
尋問される日本の憲兵(左手前)

オーストラリア軍が行ったBC級戦犯裁判により、収容所側将兵には下記のような極刑が科せられた。また、殺害を実行した台湾人監視員達には、懲役刑が科せられた。
- 星島進大尉　　絞首刑（死刑）
- 山本正一大尉　絞首刑（死刑）
- 阿部一雄中尉　死刑
- 高桑卓男大尉　絞首刑（死刑）
- 渡辺源三中尉　銃殺刑（死刑）
- 室住久雄曹長　終身刑

サンダカン捕虜収容所を統括するボルネオ捕虜収容所クーチン本部に指令を出した第三七軍司令部に対しては、馬場正郎中将（軍司令官）が絞首刑になったものの、第一回の捕虜移動を計画した山脇正隆中将（前軍司令官）はこの件に関しては一切罪に問われる事はなかった。ボルネオ捕虜収容所全体の最高責任者であり、関係者の中では比較的人道的であった菅辰次 中佐は9月16日に自殺していた為、訴追される事はなかった。
なお、これら罪状の立証について、殆ど審理は行われておらず、刑の根拠には疑念を抱かざるを得ないとする見解もある。

## 分析・研究
捕虜虐待や処刑が実際にあったのか否かは不明であるとする見解も存在する。ジュネーブ条約からしても弱っている捕虜に過酷な移動をさせたことに関しては日本軍に責任はあるが、第25連隊第2大隊の関係者の刊行物には、護送される捕虜と日本兵の間に食料等の不公平や虐待等はなかったとの証言がなされている。またラバウル豪軍総司令部軍法会議の裁判において生き残ったオーストラリア軍の元捕虜は、「行軍はきわめて辛かったが、捕虜への扱いは日本軍将兵と同一であった」と証言している。

## 反響
サンダカンには1995年から、戦争記念公園であるサンダカン記念公園が整備されている。追悼記念碑、追悼パビリオンも建てられており、捕虜や地元住民の遺族による慰霊祭が毎年続けられている。
オーストラリアで田中利幸による『知られざる戦争犯罪 日本軍はオーストラリア人に何をしたか』（大月書店 1993年）の英訳が1996年にアメリカで刊行されてから、このサンダカン収容所事件や、インドネシアのバンカ島でのオーストラリア軍従軍看護婦虐殺事件（バンカ島事件）、慰安婦強要（未遂）事件、人肉食事件などが米豪で知られるようになった。
女流作家のアグネス・キースが著した回想録『三人は帰った』において、行進の中で死に至る前に捕虜は日本兵に切り裂かれ、墓場に押し込まれていった、などという描写があり、それがハリウッドで『三人の帰宅』として映画化までされたこともあって、これにより欧米社会に「サンダカン死の行進」における日本兵の残虐的なイメージ付けがなされていったとも言われている。
2014年7月8日、安倍晋三首相はオーストラリア議会における演説の中で「日本国と、日本国民を代表し、心中からなる、哀悼の誠を捧げます」と述べた。
2023年7月、地元マレーシア、オーストラリア、イギリス、日本の戦没者の遺族・関係者有志が現地の霊峰キナバル山麓に集まり、合同の慰霊法要を開催した。